# Uranothauma cyara
Uranothauma cyara is een vlinder uit de familie van de Lycaenidae. De wetenschappelijke naam van de soort is voor het eerst gepubliceerd in 1876 door William Chapman Hewitson.

## Verspreiding
De soort komt voor in Guinee, Sierra Leone, Liberia, Ivoorkust, Ghana, Togo, Nigeria, Kameroen, Gabon, Congo-Brazzaville, Centraal Afrikaanse Republiek, Congo-Kinshasa, Oeganda, Kenia, Tanzania en Angola.

## waardplanten
De rups leeft op Albizia gummifera (Fabaceae).

## Ondersoorten
- Uranothauma cyara cyara (Hewitson, 1876)
- Uranothauma cyara stactalla Karsch, 1895
  - = Phlyaria stactalla Karsch, 1895
- Uranothauma cyara tenuimarginata (Grünberg, 1908)
  - = Cupido cyara var. tenuimarginata Grünberg, 1908